# Armando Diaz
Armando Diaz (Napoli, 5 dicembre 1861 – Roma, 29 febbraio 1928) è stato un generale italiano, capo di stato maggiore del Regio Esercito durante la prima guerra mondiale. Creato duca della Vittoria alla fine del conflitto, poi è stato anche ministro della guerra e maresciallo d'Italia.
Nominato capo di stato maggiore dell'Esercito Italiano, durante la prima guerra mondiale, riuscì a fermare l'avanzata austro-ungarica lungo il fiume Piave nella prima battaglia del Monte Grappa. Nel giugno 1918 condusse le forze italiane a una grande vittoria nella seconda battaglia del Piave e pochi mesi dopo ottenne la vittoria decisiva nella battaglia di Vittorio Veneto, che pose fine alla guerra sul fronte italiano. È celebrato come uno dei più grandi generali della prima guerra mondiale.

## Biografia

### Gioventù ed esordi nell'esercito

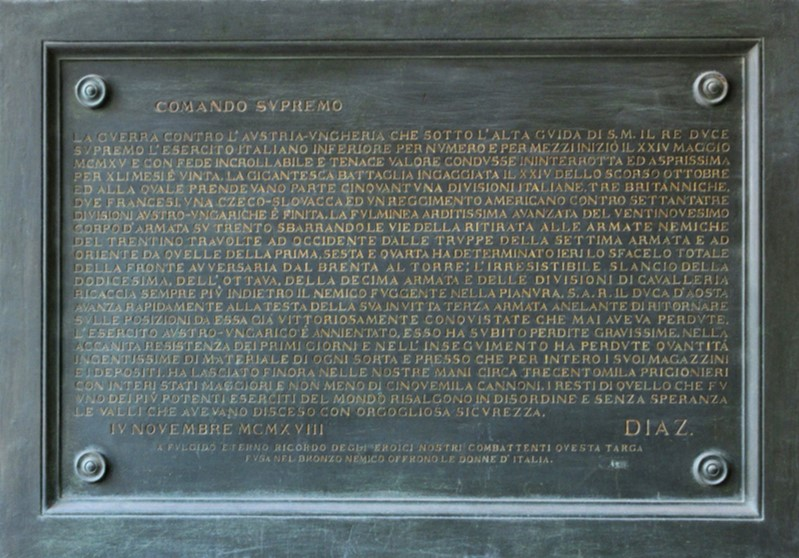
Diaz Bollettino della vittoria, Venezia, atrio Palazzo Loredan

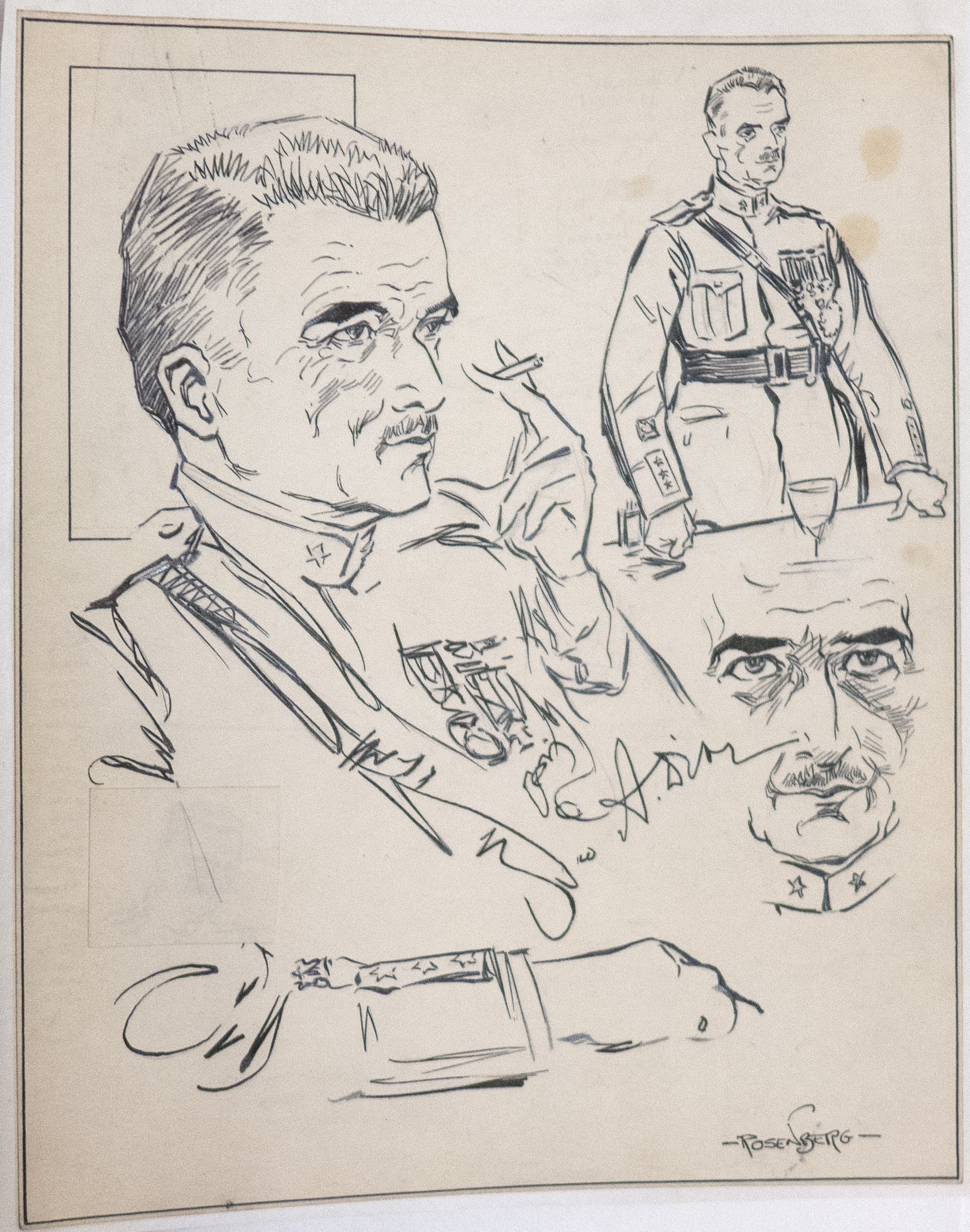
Armando Diaz raffigurato in un disegno per il Cincinnati Post di Manuel Rosenberg (con la firma dello stesso generale) per la celebrazione del 60º compleanno del generale a Cincinnati, 1921

Di lontane origini spagnole da parte di padre, Armando Vittorio Antonio Giovanni Nicola Diaz nacque a Napoli nel palazzo al numero 22 di strada Cavone a Sant'Eframo nuovo, oggi via Francesco Saverio Correra, in sezione Avvocata. Figlio dell'ufficiale di Marina ingegnere del Genio Navale Don Ludovico, nativo di Gaeta e di Donna Irene dei baroni Cecconi, Armando fu avviato giovanissimo alla carriera militare come allievo della Scuola Militare Nunziatella e in seguito come allievo dell'Accademia militare d'artiglieria di Torino, dove divenne ufficiale.
Prese servizio nel 1884 al 10º Reggimento di artiglieria da campo, e dal 1890 al 1º Reggimento di artiglieria da campo col grado di capitano. Nel 1894 frequentò la Scuola di guerra, classificandosi primo. Due anni dopo (23/IV/1896, cf. annotazione su atto di nascita) sposò a Napoli Sarah de Rosa dei conti Mirabelli di Calvizzano. Dal 1895 al 1896 servì nello Stato maggiore, nella segreteria del generale Alberto Pollio, e nel 1899 fu promosso maggiore, comandando per 18 mesi un battaglione del 26º Reggimento fanteria.
Tenente colonnello nel 1905, passò dopo alcuni anni alla Divisione di Firenze come capo di Stato maggiore. Nel 1910, durante la guerra italo-turca, comandò il 21º fanteria e l'anno dopo il 93º Reggimento fanteria in Libia, che era rimasto improvvisamente senza comando. Sempre in Libia, a Zanzur, fu ferito nel 1912.

### Prima guerra mondiale

#### Sotto Cadorna

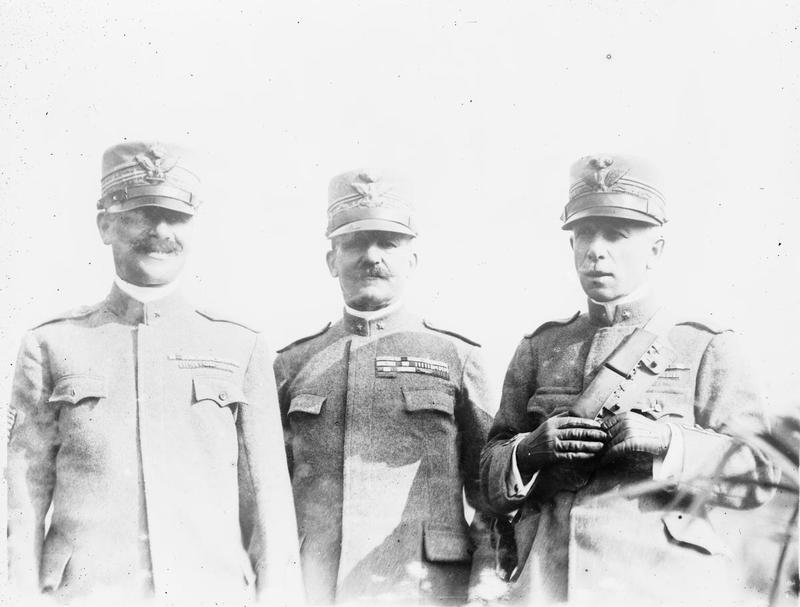
Da sinistra a destra: Armando Diaz e Luigi Cadorna

Nel 1915, alla dichiarazione di intervento dell'Italia nella prima guerra mondiale, Luigi Cadorna lo nominò generale di brigata, con incarico al Corpo di Stato maggiore come addetto al comando supremo del reparto operazioni. Ma nel giugno del 1916 chiese di essere destinato a un reparto combattente. Promosso generale di divisione, gli fu affidato il comando della 49ª Divisione nella 3ª Armata, e nell'aprile del 1917 assunse la carica superiore al XXIII Corpo d'armata. Questo breve periodo prima di Caporetto gli valse la medaglia d'argento al valor militare per una ferita riportata alla spalla.

#### A capo dell'esercito e difesa del Piave
La sera dell'8 novembre 1917 fu chiamato, con Regio Decreto, a sostituire Luigi Cadorna nella carica di capo di Stato maggiore dell'esercito italiano. Egli disse in proposito: «Assumo la carica di capo di Stato maggiore dell'esercito. Conto sulla fede e sull'abnegazione di tutti». E ancora, sulla condizione dell'esercito: «L'arma che sono chiamato a impugnare è spuntata: la rifaremo».
Recuperato quello che rimaneva dell'esercito italiano dopo la disfatta di Caporetto, organizzò la resistenza sul fiume Piave e sul monte Grappa, da dove si ricollegava poi al vecchio fronte sull'altopiano di Asiago e nel Trentino meridionale. L'esercito italiano poté così godere di un fronte di combattimento più corto rispetto al passato di circa 170 chilometri dove poter concentrare le proprie armate facilitando così la sua difesa. Gli uomini schierati sul monte Grappa (punto chiave strategico per la difesa italiana) poterono inoltre approfittare delle grandi opere d'ausilio che in previsione di una disfatta simile a quella verificatasi a Caporetto erano state fatte erigere già da Cadorna all'indomani della Strafexpedition (una camionabile dalla pianura alla vetta, una strada campestre, due teleferiche e un impianto di sollevamento dell'acqua. Il tutto rientrante nell'importante arteria denominata strada Cadorna). Diaz poteva schierare solo 33 divisioni intatte e pronte al combattimento, circa metà di quelle disponibili prima di Caporetto. Per rimpinguare i ranghi si ricorse alla mobilitazione dei diciottenni della classe 1899 (i cosiddetti "Ragazzi del '99") e per il febbraio 1918 altre 25 divisioni erano state ricostituite. Entro l'8 dicembre 1917 sei divisioni francesi e cinque britanniche con artiglieria e unità di supporto (in tutto circa 130.000 francesi e 110.000 britannici) erano affluite in Italia e, sebbene non entrate subito in azione, funsero da riserva strategica permettendo al Regio Esercito di concentrare le proprie truppe in prima linea.

#### Ristrutturazione dell'esercito

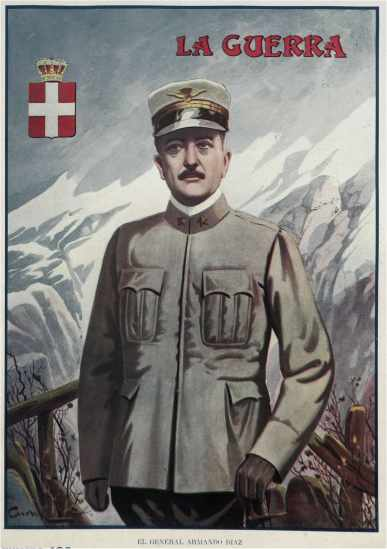
Ritratto del generale Armando Diaz pubblicato in copertina dal periodico spagnolo La Guerra Ilustrada, José Cuchy Arnau

Al momento della sua nomina a capo dell'esercito Diaz aveva 11 anni meno di Cadorna e un'esperienza diretta della guerra di trincea del Carso (cosa che mancava al predecessore). Non è sorprendente quindi che avesse un'idea molto più realistica e moderna della condotta della guerra. Memore dell'esperienza nello Stato maggiore di Cadorna, decentrò molte funzioni ai sottoposti, riservandosi un ruolo di controllo ed appoggiandosi ai due sotto-capo di Stato maggiore (vice-comandante) che lo affiancavano, i generali Gaetano Giardino (rimosso nel febbraio del 1918) ma soprattutto Pietro Badoglio. I continui siluramenti dei comandanti sotto Cadorna avevano favorito la salita di grado di ufficiali giovani all'interno dell'esercito creando quindi un ambiente più pronto ad accettare i radicali cambiamenti che Diaz aveva in mente di attuare. Il nuovo Comando supremo dell'esercito italiano sotto Diaz fu meglio organizzato (il generale napoletano fu probabilmente aiutato in questo dalla sua carriera pre-bellica negli uffici dello stato maggiore dell'esercito) dando fiducia ai collaboratori ed ai sottoposti. Fu favorita la cooperazione e lo spirito di squadra venendo attribuite ad ognuno responsabilità concrete e definite. Fu potenziato il servizio informativo dell'esercito retto dal colonnello Odoardo Marchetti, che divenne un elemento decisivo nella pianificazione delle operazioni, mentre l'Ufficio Operazioni, retto dal colonnello Ugo Cavallero, assicurò poi il controllo effettivo di quanto accadeva al fronte, grazie anche a una rete di ufficiali di collegamento, come non succedeva sotto Cadorna. Diaz si occupò personalmente dei rapporti, cercando sempre di mantenerli buoni, con il re ed il governo Orlando riconoscendo la necessità di una stretta collaborazione fra le forze politiche e l'esercito, pur continuando, come il predecessore, a non accettare nessuna ingerenza esterna nella sua sfera di responsabilità e comando. Stessa cosa avvenne anche nei confronti dei rapporti con gli altri stati Alleati.
Diaz e Badoglio cercarono, con discreti risultati, di migliorare l'addestramento della fanteria italiana e di svilupparne l'armamento (distribuendo ai singoli reparti mitragliatrici Fiat-Revelli Mod. 1914, pistole mitragliatrici Villar Perosa, mortai Stokes, lanciafiamme, cannoncini da 37  mm e bombe a mano). Sotto Diaz furono sperimentati i primi moschetti automatici, furono distribuite 3 milioni delle migliori maschere antigas di fabbricazione inglese, fu avviata la progettazione dei primi carri armati Fiat 3000 su modello del francese Renault FT e fu potenziata l'aviazione fino a conseguire il dominio dei cieli. Fu inoltre potenziata l'artiglieria migliorando l'addestramento, le tecniche d'impiego e l'intensità del fuoco. Si procedette anche ad una riorganizzazione ed un potenziamento del corpo degli Arditi.
Sopra ogni cosa Diaz dedicò molta cura a migliorare il trattamento dei soldati onde guarire i guasti del morale dei reparti: la giustizia militare rimase severa ma furono abbandonate le pratiche più rigide, prima tra tutte la decimazione; vi furono miglioramenti nel vitto (che raggiunse le 3.500 calorie) e nell'allestimento delle postazioni, furono introdotti turni più brevi da passare in prima linea, fu migliorata la paga e le licenze furono aumentate per frequenza e durata. Con la collaborazione del ministro del Tesoro Francesco Saverio Nitti fu creata una polizza gratuita d'assicurazione di 500 lire per i soldati e di 1.000 per i graduati. Fu poi disposto in termini tassativi che i feriti e i malati dimessi dagli ospedali militari dovessero rientrare ai reparti d'origine, anziché essere destinati dove capitava, aumentando così l'affiatamento tra i soldati. Alle unità che scendevano dal fronte furono assicurati un riposo effettivo, alloggiamenti confortevoli e possibilità di svago con lo sviluppo di centri ricreativi detti "case del soldato", spacci cooperativi, organizzazione di spettacoli, manifestazioni sportive e case chiuse.
Fra le risorse messe in campo per reagire alla disfatta e riarmare lo spirito di resistenza dei soldati, si fece ricorso a un certo numero di intellettuali e artisti scelti fra i soldati competenti in quelle aree, che furono impegnati nella redazione dei giornali di trincea per curare il morale, intrattenere le armate impegnate nella difesa del Piave e i soldati nelle retrovie. Proprio nel periodo tra Caporetto e Vittorio Veneto, l'utilizzo di disegnatori, illustratori e pittori si fece più che mai importante: questi furono incaricati di creare vignette per i giornali delle armate, manifesti propagandistici, cartoline e in generale per rendere più efficace e comunicativo l'immaginario della guerra e delle vicende al fronte. Queste "truppe scelte" dell'intellettualità militare trovarono identità e voce nel servizio P (Propaganda), diretto ad attuare una capillare campagna di promozione dello spirito patriottico, utilizzando la psicologia, la pedagogia e soprattutto la retorica.
Parallelamente il servizio P pianificò e migliorò la censura, soprattutto per quanto riguardava i giornali. In questo caso si diede maggior impegno nel rendere le notizie più semplici e di carattere ideologizzante, eliminando dai giornali destinati alle truppe i rapporti con i paesi alleati, gli avvenimenti in Russia, i quattordici punti di Wilson e soprattutto la pace. Allo stesso tempo veniva elogiata la guerra dell'Italia, le notizie avevano un carattere educativo e politico, dirette in particolare al soldato, che in questo modo manteneva un contatto col paese: si otteneva così una propaganda senza l'utilizzo di rime o manifesti altisonanti, ma col naturale commento delle notizie. Fondamentale era perciò la collaborazione nella stesura dei giornali dei soldati stessi, a volte redatti da piccolissimi reparti, dove il fante aveva l'opportunità di leggere e immedesimarsi nelle vignette divertenti, fatte spesso da uomini che conosceva, che celebravano il suo reparto e rappresentavano la vita in trincea con umorismo.

#### Vittorio Veneto

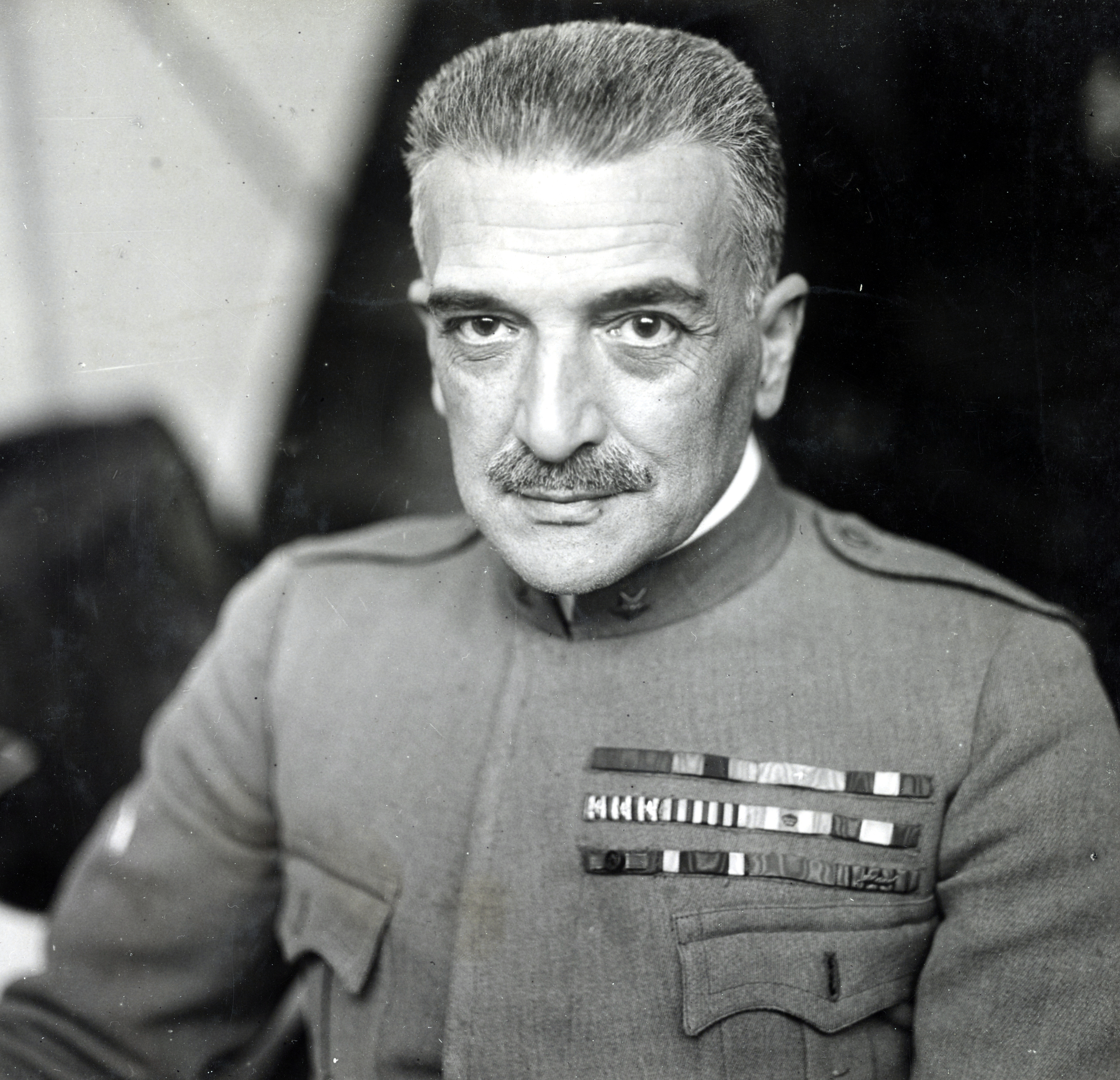
Armando Diaz nel 1919

Nell'autunno del 1918 guidò alla vittoria le truppe italiane, iniziando l'offensiva il 24 ottobre, con lo scontro tra 58 divisioni (51 italiane, 3 britanniche, 2 francesi, 1 cecoslovacca, 1 reggimento statunitense) contro 73 austriache. Il piano non prevedeva attacchi frontali, ma un colpo concentrato su un unico punto – Vittorio Veneto – per spezzare il fronte nemico. Iniziando una manovra diversiva, Diaz attirò tutti i rinforzi austriaci lungo il Piave, che il nemico credeva essere il punto dell'attacco principale, costringendoli all'inazione per la piena del fiume.
Nella notte tra il 28 e 29 ottobre, Diaz passò all'attacco, con teste di ponte isolate che avanzavano lungo il centro del fronte, facendo allargare le ali per coprire l'avanzata. Il fronte dell'esercito austro-ungarico si spezzò, innescando una reazione a catena ingovernabile. Il 30 ottobre l'esercito italiano arrivò a Vittorio Veneto, mentre altre armate passarono il Piave e avanzarono, arrivando a Trento il 3 novembre.
Il 4 novembre 1918 l'Austria-Ungheria capitolò, e per la storica occasione Diaz stilò il famoso Bollettino della Vittoria, in cui comunicava la rotta dell'esercito nemico ed il successo italiano.
Negli anni seguenti rammentò quei giorni di fortuna senza alcuna presunzione, ma conscio dell'importanza dell'opera compiuta. Egli disse: «Non mi faccio illusioni su me stesso, ma posso dire di avere avuto un merito: quello di equilibrare le forze e gli ingegni altrui, di far regnare la calma fra i miei generali e la fiducia fra le mie truppe. Sento che questa è la mia caratteristica»; giudizio col quale, decenni dopo, si mostrerà concorde lo storico Denis Mack Smith, scrivendo: «Cadorna fu sostituito da Diaz, un napoletano di discendenza spagnola. Il quale si preoccupò maggiormente del benessere materiale dei suoi uomini ed istituì degli uffici di propaganda con il compito di esporre ai soldati la condotta e le finalità della guerra».
Al termine della guerra Diaz con Regio Decreto motu proprio del 24 dicembre 1921 e Regie Lettere Patenti dell'11 febbraio 1923, venne insignito del titolo di Duca della Vittoria.
(Giovanni Favoino di Giura, su Il Vittoriale, N.3 – Anno IV, New York, marzo 1928)

### Ministro della guerra

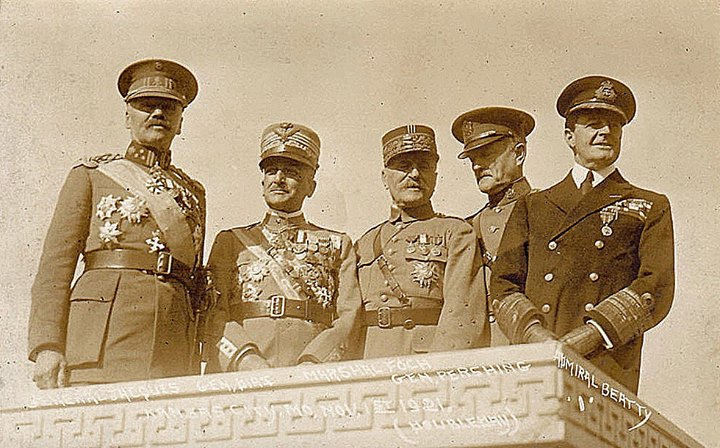
Da sinistra a destra: Alphonse Jacques de Dixmude, Armando Diaz, Ferdinand Foch, John J. Pershing, e David Beatty al ticker-tape parade dalla città di New York del 1921

Il 24 febbraio 1918 era stato nominato dal re senatore del Regno.
Nel 1921, Diaz fu il primo italiano ad essere onorato da una ticker-tape parade dalla città di New York, in occasione del suo viaggio negli USA. Durante lo stesso viaggio, il 1º novembre, Diaz si recò a Kansas City per prendere parte alla cerimonia d'inaugurazione del Memoriale della Libertà – il monumento nazionale statunitense in ricordo della Grande Guerra – che era stato eretto in quella città. Erano presenti per l'occasione anche gli altri comandanti vittoriosi delle nazioni dell'Intesa: il tenente generale Baron Jacques del Belgio, l'ammiraglio David Beatty della Gran Bretagna, il maresciallo francese Ferdinand Foch e il generale statunitense John J. Pershing. A riceverli c'era il vicepresidente degli Stati Uniti Calvin Coolidge.
Andando contro il parere di Pietro Badoglio, Diaz sconsigliò, nel 1922, una soluzione militare della crisi innescata dalla marcia su Roma. Dopo essere entrato nel primo governo Mussolini, su precisa condizione del re Vittorio Emanuele III che intendeva in questo modo porre nel governo una figura di prestigio e lealmente monarchica, assunse l'incarico di Ministro della Guerra, varando la riforma delle forze armate e accettando la costituzione della Milizia Volontaria per la Sicurezza Nazionale sottoposta al potere personale di Mussolini.
Terminata l'esperienza governativa il 30 aprile 1924, si ritirò a vita privata.

### Ultimi anni e morte

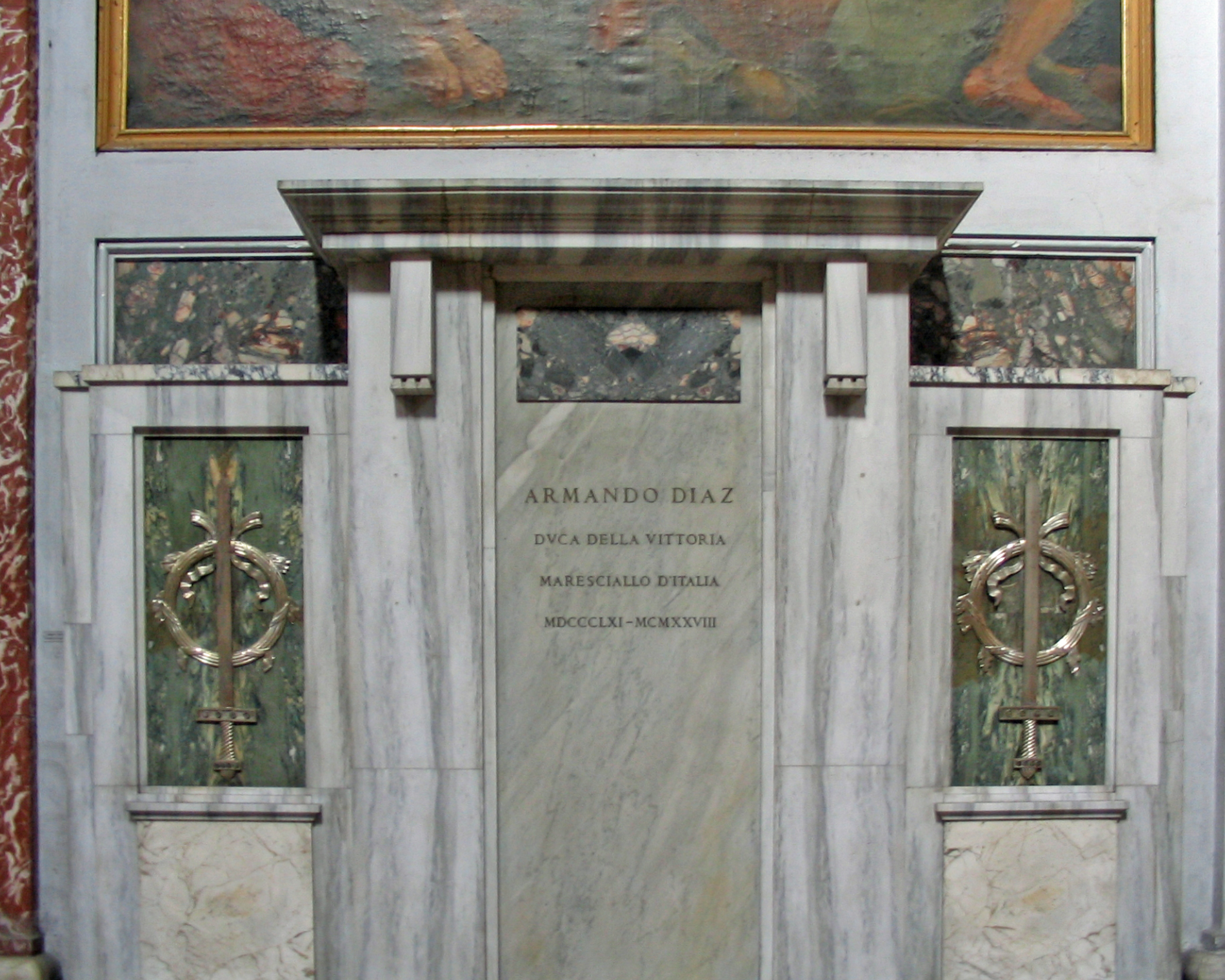
Tomba di Armando Diaz nella Basilica di Santa Maria degli Angeli e dei Martiri, Roma

Nello stesso anno, venne premiato insieme al generale Cadorna del grado di Maresciallo d'Italia, istituito espressamente da Mussolini per onorare i comandanti dell'esercito nella prima guerra mondiale. L'appartenenza di Armando Diaz alla massoneria, secondo Aldo A. Mola, è asserita ma non accertata.
Morì a Roma il 29 febbraio del 1928 ove fu sepolto nella Basilica di Santa Maria degli Angeli e dei Martiri, dove riposa vicino all'ammiraglio Paolo Thaon di Revel e a Vittorio Emanuele Orlando. Al suo funerale parteciparono Mussolini e il re Vittorio Emanuele III.

## Onorificenze e riconoscimenti

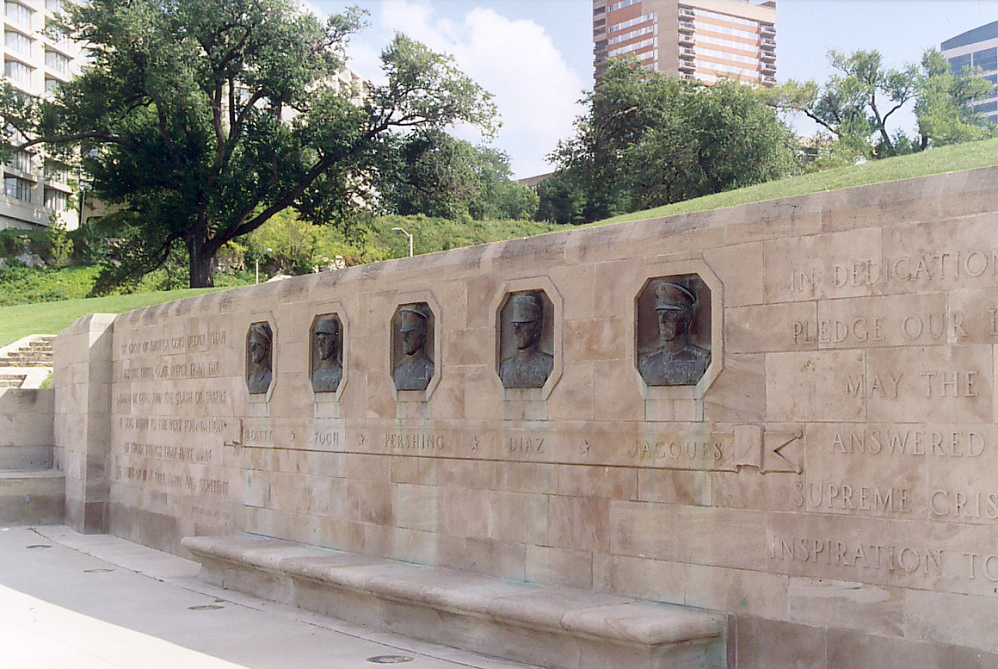
Memoriale della libertà di Kansas City, National World War I Museum and Memorial. Da sinistra verso destra: David Beatty, Ferdinand Foch, John Pershing, Armando Diaz e Alphonse Jacques de Dixmude

## Tavola genealogica della famiglia detentrice del titolo di Duca della Vittoria
|                                                                                      |  |
| famiglia Diaz                                                                        |  |
|                                                                                      |  |
|                                                                                      |  |
| Armando Vittorio, I duca 1861-1928 ⚭ Sarah De Rosa Mirabelli dei Conti di Calvizzano |  |
|                                                                                      |  |
|                                                                                      |  |
| Marcello, II duca 1903-1975 ⚭ Flaminia Macchi                                        |  |
|                                                                                      |  |
|                                                                                      |  |
| Armando Vittorio, III duca 1940-2022 ⚭ Maria Camilla Pallavicini                     |  |
|                                                                                      |  |
|                                                                                      |  |
| Sigieri Maria Guglielmo, IV duca 1969 ⚭ Carlotta Calabresi                           |  |
|                                                                                      |  |
|                                                                                      |  |
| Francesco 2007                                                                       |  |